# Молодёжная сборная Кыргызстана по хоккею с шайбой
Молодёжная сборная Кыргызстана по хоккею с шайбой — мужская сборная Кыргызстана по хоккею до 20 лет. Команда находится под контролем Федерации хоккея Кыргызстана, члена Международной федерации хоккея. В декабре 2017 года команда дебютировала на международной арене на Кубке Азии по хоккею до 20 лет 2018 года, где заняла второе место после Малайзии.

## История
Мужская молодёжная сборная Кыргызстана по хоккею с шайбой дебютировала на Кубке Азии по хоккею U20 2018 года в Куала-Лумпуре, Малайзия. Их первая игра на турнире была против сборной Филиппин, которую Кыргызстан выиграл со счетом 12-4. Кыргызстан также победил на матчах со сборными Индии и Объединённых Арабских Эмиратов и проиграл матч с Малайзией. Кыргызстан завершил круговой турнир на втором месте после Малайзии, которая выиграла все свои игры. Победа над Индией со счетом 13-2 на данный момент является крупнейшей победой сборной Кыргызстана в истории.